# Brendan Gleeson
Brendan Gleeson (sinh ngày 29 tháng 3 năm 1955) là một diễn viên và đạo diễn phim người Ireland. Anh là người nhận được ba giải IFTA, hai giải Phim độc lập của Anh, và một giải Primetime Emmy và đã hai lần được đề cử giải BAFTA và bốn lần cho giải Quả cầu vàng. Năm 2020, ông được xếp ở vị trí thứ 18 trong danh sách những diễn viên điện ảnh vĩ đại nhất của tờ The Irish Times. Ông là cha của các diễn viên Domhnall Gleeson và Brian Gleeson.
Ông được biết đến với vai diễn Alastor Moody trong loạt phim Harry Potter (2005–2010). Ông còn được biết đến với các vai phụ trong các bộ phim như Braveheart (1995), Michael Collins (1996), The General (1998), 28 Days Later (2002), Gangs of New York (2002), Cold Mountain (2003), Troy (2004), Suffragette (2015), Paddington 2 (2017), The Ballad of Buster Scruggs (2018) và The Tragedy of Macbeth (2021). Ông còn được biết đến với những vai chính trong các bộ phim như In Bruges (2008), The Guard (2011), Calvary (2014), Frankie (2014) và The Banshees of Inisherin (2022).
Ông đã giành được giải Primetime Emmy vào năm 2009 cho vai diễn Winston Churchill trong bộ phim truyền hình Into the Storm. Ông cũng nhận được đề cử Giải Quả cầu vàng cho vai diễn Donald Trump trong loạt phim The Comey Rule (2020) của Showtime. Từ năm 2017 đến 2019, anh đóng vai chính trong loạt phim tội phạm Mr. Mercedes. Ông nhận được đề cử giải Emmy cho vai diễn trong loạt phim hài State of the Union (2022) của Stephen Frears.

## Các phim tham gia
| 1989 | Dear Sarah                                   | Brendan Dowd                           | TV |
| 1990 | Hard Shoulder                                | Lorry Driver                           | TV |
| 1990 | The Field                                    | Quarryman                              | |
| 1991 | In the Border Country                        | Farmer                                 | |
| 1991 | Saint Oscar                                  |                                        | TV |
| 1991 | The Treaty                                   | Michael Collins                        | TV |
| 1992 | The Bargain Shop                             | Jim Kennedy                            | |
| 1992 | M.A.N.: Matrix Adjusted Normal               | Dr. Abraham                            | Short |
| 1992 | Far and Away                                 | Social Club Policeman                  | |
| 1992 | Conneely's Choice                            | Josie Conneely                         | Short |
| 1992 | Into the West                                | Inspector Bolger                       | |
| 1993 | The Snapper                                  | Lester                                 | TV |
| 1993 | Love Lies Bleeding                           | Thomas Macken                          | TV |
| 1994 | The Lifeboat                                 | Leslie Parry                           | TV series |
| 1995 | The Life of Reilly                           | Patient                                | Short |
| 1995 | Trái tim dũng cảm                            | Hamish Campbell                        | |
| 1995 | Kidnapped                                    | Colin Campbell of Glenure, the Red Fox | |
| 1996 | Angela Mooney                                | Barney Mooney                          | |
| 1996 | Michael Collins                              | Liam Tobin                             | |
| 1996 | Trojan Eddie                                 | Ginger                                 | |
| 1997 | Angela Mooney                                | Barney Mooney                          | |
| 1997 | Spaghetti Slow                               | Frank Ferguson                         | |
| 1997 | Turbulence                                   | Stubbs                                 | |
| 1997 | The Butcher Boy                              | Father Bubbles                         | |
| 1997 | A Further Gesture                            | Richard                                | |
| 1997 | I Went Down                                  | Bunny Kelly                            | Won - Boston Society of Film Critics Award for Best Actor Nominated - Irish Film and Television Award for Best Actor |
| 1998 | Making the Cut                               | Flanagan                               | TV |
| 1998 | The General                                  | Martin Cahill                          | Won - Boston Society of Film Critics Award for Best Actor Won - London Film Critics Circle Award for British Actor of the Year Won - Irish Film and Television Award for Best Actor Nominated - Satellite Award for Best Actor - Motion Picture Drama                                                                                           |
| 1998 | This Is My Father                            | Garda Jim                              | TV |
| 1998 | The Tale of Sweety Barrett                   | Sweet Barrett                          | |
| 1999 | Lake Placid                                  | Sheriff Hank Keough                    | |
| 1999 | My Life So Far                               | Jim Menries                            | |
| 2000 | Mission: Impossible II                       | John C. McCloy                         | |
| 2000 | Harrison's Flowers                           | Marc Stevenson                         | |
| 2000 | Saltwater                                    | Simple Simon                           | |
| 2000 | Wild About Harry                             | Harry McKee                            | Nominated - Irish Film and Television Award for Best Actor |
| 2001 | J.J. Biker                                   |                                        | |
| 2001 | The Cake                                     | Paul                                   | Short |
| 2001 | The Tailor of Panama                         | Michelangelo 'Mickie' Abraxas          | |
| 2001 | Artificial Intelligence: AI                  | Lord Johnson-Johnson                   | |
| 2002 | 28 Days Later                                | Frank                                  | |
| 2002 | Gangs of New York                            | Walter 'Monk' McGinn                   | |
| 2002 | Dark Blue                                    | Jack Van Meter                         | |
| 2003 | Cold Mountain                                | Stobrod Thewes                         | Nominated - London Film Critics Circle Award for British Supporting Actor of the Year |
| 2004 | In My Country                                | De Jager                               | |
| 2004 | Troy                                         | Menelaus                               | |
| 2004 | The Village                                  | August Nicholson                       | |
| 2004 | Six Shooter                                  | Donnelly                               | Short |
| 2005 | Kingdom of Heaven                            | Raynald of Chatillon                   | |
| 2005 | Breakfast on Pluto                           | John Joe Kenny                         | |
| 2005 | Harry Potter and the Goblet of Fire          | Alastor "Mad-Eye" Moody                | Nominated - London Film Critics Circle Award for British Supporting Actor of the Year |
| 2006 | Studs                                        | Walter Keegan                          | Nominated - Irish Film and Television Award for Best Actor |
| 2006 | The Tiger's Tail                             | Liam O'Leary                           | |
| 2007 | Black Irish                                  | Desmond                                | |
| 2007 | Harry Potter and the Order of the Phoenix    | Alastor "Mad-Eye" Moody                | |
| 2007 | Beowulf                                      | Wiglaf                                 | |
| 2008 | In Bruges                                    | Ken                                    | Nominated - BAFTA Award for Best Actor in a Supporting Role Nominated - Golden Globe Award for Best Actor - Motion Picture Musical or Comedy Nominated - British Independent Film Award for Best Actor Nominated - Satellite Award for Best Actor - Motion Picture Musical or Comedy Nominated - Irish Film and Television Award for Best Actor |
| 2009 | Into the Storm                               | Winston Churchill                      | (post-production) |
| 2009 | Green Zone                                   |                                        | (post-production) |
| 2009 | Perrier's Bounty                             | Darren Perrier                         | (filming) |
| 2010 | Harry Potter and the Deathly Hallows: Part I | Alastor "Mad-Eye" Moody                | (pre-production) |
| 2024 | Joker: Điên có đôi                           |                                        | |

## Những điều chưa biết khác về Brendan Gleeson
- Có vợ tên Mary Gleeson và bốn con trai: Domhnall, Fergus, Brian and Rory.
- Tốt nghiệp Học viện Hoàng Nghệ thuật Kịch London và hiện là thành viên của trường.
- Bắt đầu đóng phim năm 34 tuổi.
- Từng là giáo viên dạy toán tại trường St. Joseph's Secondary ở Fairview, Dublin, Ai Len. Có thời gian dạy 10 năm trước khi đóng phim.
- Từng tham gia Dublin Shakespeare Theatre Festival giữa vào thập niên 80.
- Hát nhạc phim: Cold Mountain (2003)
- Các giải thưởng và đề cử: 3 giải thưởng và 4 đề cử